# Polychrus gutturosus
Polychrus gutturosus är en ödleart som beskrevs av  Berthold 1845. Polychrus gutturosus ingår i släktet Polychrus och familjen Polychrotidae.

## Underarter
Arten delas in i följande underarter:
- P. g. gutturosus
- P. g. spurrelli